# Eva Löwstädt-Åström
Pour les articles homonymes, voir Löwstädt et Åström.
Eva Löwstädt-Åström, née le 5 mai 1865 à Stockholm où elle est morte le 5 mai 1942, est une peintre et graveuse suédoise.

## Biographie
Eva Matilda est la fille du maître tailleur Rudolf Löwstädt et de Carolina Magdalena Sophia Nordqvist. Elle épouse en 1893 l'agronome Ludvig Åström. Elle est la sœur d'Emma Löwstädt-Chadwick, plus connue sous le nom d'artiste Emma Chadwick et la tante de Louise et Marcel Courmes, et la petite-fille du peintre Carl Teodor Löwstädt (1789-1829).
Eva Löwstädt étudie en 1885-1886 à l'École technique de Stockholm (rebaptisée Konstfack), d'abord la gravure auprès d'Axel Tallberg puis poursuit ses études en peinture à Paris en 1887-1890 à l'Académie Colarossi puis à l'Académie Julian. Puis elle part faire un long voyage en Italie de 1890 à 1893. À partir de 1894, elle séjourne alternativement en Suède et à Paris ainsi qu'à Grez-sur-Loing avec sa sœur, Emma Chadwick, cette ville étant devenue une colonie d'artistes.
Eva Löwstädt-Åström a participé, entre autres, aux expositions de l'Union des artistes (Konstnärsförbundet (en)) à Göteborg (1896), Stockholm (1897-1899 et 1902), à Helsinki (1899). Elle expose à Paris entre 1900 et 1909, entre autres chez Le Barc de Boutteville.
Elle participe aux expositions organisées par la Sveriges allmänna konstförening (SAK, « Association générale d'art suédois ») à Stockholm entre 1910 et 1941. Son travail est montré à Philadelphie en 1930, à Londres en 1938 dans le cadre de la Nordic Graphic Union Exhibition.
Ses œuvres sont conservées au Nationalmuseum de Stockholm et au musée de Sundsvall.
La plupart de ses tableaux après 1900 sont signés Eva Åström.